# Freudenstadt
Freudenstadt är en stad i förbundslandet Baden-Württemberg i Tyskland, på östra sidan av Schwarzwald, västsydväst om Tübingen.

## Historia
Staden omlades 1599 som en tillflyktsort för österrikiska protestantiska flyktingar och fick en arkitektonisk prägel genom Heinrich Schickhardt. Det fyrkantiga torget i dess centrum omgavs av en mängd monumentalbyggnader. På 1920-talet var staden ett centrum för textil- och glasindustri, och hade 1925 9.785 innevånare. Den var även känd för sin luftkuranstalt, som 1928 mottog 19.280 gäster.
Freudenstadt skadades svårt under andra världskriget.
Senare blev staden ett viktigt centrum för vintersport och tillverkning av farmaceutisk utrustning. 1996 hade den 25.200 invånare.

## Administrativ indelning
Freudenstadt består av följande Stadtteile: Kernstadt Freudenstadt mit Christophstal und Zwieselberg, Dietersweiler und Lauterbad, Grüntal und Frutenhof, Igelsberg, Kniebis, Musbach och Wittlensweiler.